# Lac Macatawa
Le lac Macatawa est une étendue d'eau située dans l'État du Michigan aux États-Unis le long de la ville de Holland. 
Le lac est alimenté par les eaux de la rivière Macatawa. Le lac se jette dans le lac Michigan. Le lac mesure 10 km de long avec une largeur maximale de 2 km et une superficie de 7,3 km2. La profondeur moyenne du lac est généralement inférieure à 3 m.
Le nom de Macatawa (Muck-i-ta-wog-go-me en langue amérindienne) signifie « noire ». Les explorateurs et trappeurs français et Canadiens-français avaient dénommés ce lieu rivière Noire et lac Noir. 

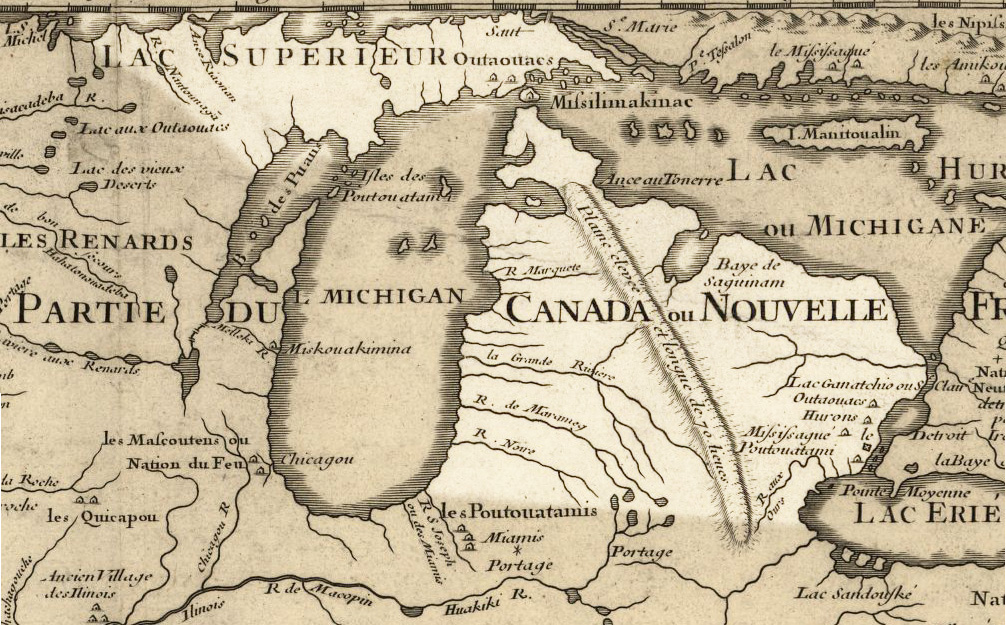
Carte de la région du Michigan et de la rivière Noire à l'époque de la Nouvelle-France par Guillaume Delisle (1718)